# بادیس اسکارلت
بادیس اسکارلت  ( داریو داریو ) یک ماهی آب شیرین گرمسیری و یکی از کوچک‌ترین گونه‌های ماهی سوف‌ماهی‌واران شناخته شده است.   این گونه یک ماهی شکارچی است که از موجودات زند ه ای همچون سخت پوستان کوچک، کرم ها، لارو حشرات و سایر پلانکتون های جانوری تغذیه می کند. گونه کمتر شناخته شده‌‌ای است که در تجارت آکواریوم با نام های مختلفی همچون بادیس بادیس به فروش می رسد. اندازه نرها معمولاً از ۲ سانتی‌متر (۰٫۷۹ اینچ) تجاوز نمی‌کند، ماده‌ها حتی کوچک‌تر و در حدود ۱٫۳ سانتی‌متر (۰٫۵۱ اینچ) رشد میکند. حداکثر طول این گونه به ۳٫۵ سانتی‌متر (۱٫۴ اینچ) تا ۴ سانتی‌متر (۱٫۶ اینچ) میرسد.</link>

## مراجع
1. ↑  Britz, R.; Chaudhry, S. (2010). "Dario dario". IUCN Red List of Threatened Species. IUCN. 2010: e.T168542A71506120. doi:10.2305/IUCN.UK.2010-4.RLTS.T168542A71506120.en. Retrieved 20 November 2021.
2. ↑  "Dario dario – Scarlet Badis (Badis dario, Badis badis bengalensis) — Seriously Fish". Retrieved 16 December 2022.

## لینک های خارجی
- پرونده‌های رسانه‌ای مربوط به Dario dario در ویکی‌انبار